# San Buenaventura (Honduras)
San Buenaventura (uit het Spaans: "Sint-Bonaventura") is een gemeente (gemeentecode 0818) in het departement Francisco Morazán in Honduras.
Het dorp hoorde bij de gemeente Santa Ana tot het een zelfstandige gemeente werd. Het ligt op 3,2 km van Tegucigalpa, bij de berg Hula.

## Bevolking
De bevolking is als volgt verdeeld:
| Vrouwen | 1527 | 51,5% |
| Mannen  | 1436 | 48,5% |

## Dorpen
De gemeente bestaat uit vier dorpen (aldea), waarvan het grootste qua inwoneraantal: San Buenaventura (code 081801).